# Agueda Amaral
Agueda Fatima Amaral (* 27. Mai 1972) ist eine osttimoresische Marathonläuferin. Sie war der erste osttimoresische Sportler, der bei Olympischen Spielen für das Land antrat. Amaral nahm an den Olympischen Sommerspielen 2000 in Sydney und an den Olympischen Sommerspielen 2004 in Athen teil. 

## Sportliches
Als Amaral in Sydney nach dem Lauf das Stadion erreichte, fiel sie auf die Knie und küsste den Boden. Ein Wettkampfrichter kniete sich zu ihr herunter und machte Amaral darauf aufmerksam, dass sie erst noch eine Runde im Stadion laufen müsse. Unter 45 Teilnehmerinnen, die den Lauf beendeten, erreichte Amaral den 43. Platz, mit einer Zeit von 3:10:55 h.
Noch im Jahr zuvor hatte sie bei den Unruhen, die indonesische Milizen anlässlich der Abstimmung über die Unabhängigkeit Osttimors ausgelöst hatten, mit ihrer Familie aus ihrem Haus in die Berge fliehen müssen. Als sie zurückkehrte, war das Haus geplündert – auch ihr einziges Paar Laufschuhe fehlte. Sie erhielt in Australien zwei neue Paar.
In Athen trug Amaral die Flagge Osttimors bei der Eröffnungszeremonie. Sie kam beim Marathon auf Platz 65 in 3:18:25 h.
Beim ersten Dili-Marathon am 20. Juni 2010 wurde Amaral Dritte mit einer Zeit von 3:22:26 Std., 2011 wurde sie Vierte mit 03:21:54 Std.

## Privates
Amaral ist verheiratet und Mutter von vier Kindern. Sie arbeitet als Sicherheitsbeamtin bei der Regierung. Heute trainiert sie die Nachwuchsläufer ihres Landes.